# Шарль Траоре
Шарль Траоре (фр. Charles Traoré, нар. 1 січня 1992, Ольне-су-Буа, Франція) — малійський футболіст, захисник клубу «Бастія» та національної збірної Малі.

## Клубна кар'єра
Кар'єру гравця розпочав у команді рідного міста, «Ольне-су-Буа». У сезоні 2011/12 років дебютував у її складі в сьомій лізі французького чемпіонату. Траоре вперше проявив себе в товариському матчі в 2013 в рідному Ольне за участі Мусси Сіссоко, Шейка М'Бенге та Прінса Оніянге, який організував їх спільний агент Бакарі Саного: аматор Траоре добре показав себе в дуелях з професіоналами.
У березні 2013 перейшов до швейцарського клубу «Аццуррі» з Лозанни, який виступав у другій міжрегіональній лізі (п'ятий дивізіон). Він приїхав до клубу з травмою, але швидко одужав та вже в сезоні 2012/13 допоміг команді здобути підвищення в класі. У сезоні 2013/14 виступав з клубом у четвертому дивізіоні та став одним з відкриттів сезону: підготовлений як опорний півзахисник, Траоре відзначався надійністю як на позиції центрального, так і крайнього захисника, і значною мірою завдяки йому клуб мало пропускав. Разом з тим, в сезоні 2014/15 керівництво клубу не покладало на нього великих надій, а жоден інший швейцарський клуб (зокрема, сусідня іменитіша «Лозанна») не зацікавився ним.
7 липня 2015 років приєднався до французького клубу «Нант», який розглядав його як кандидата на місце в резервному складі. Разом з тим, він не зміг пробитися навіть до дубля через високу конкуренцію та замалий досвід як для його віку (четвертий швейцарський дивізіон у 23 роки). 
Уже в кінці серпня 2015 Траоре перейшов до «Труа». Приєднавшись спочатку до дубля, після успішного дебюту за резерв (9 матчів, 1 гол) став залучатися до основного складу. 23 січня 2016 року дебютував у його складі в переможному (3:1) виїзному поєдинку Ліги 1 проти «Лілля». У сезоні 2015/16 років провів 5 матчів за клуб, але разом з «Труа» вилетів до Ліги 2. Вже наступного року став гравцем основи команду з Труа та повернувся разом з нею до Ліги 1, а в сезоні 2017/18 був основним лівим захисником клубу в Лізі 1. Загалом за три роки зіграв 60 матчів у чемпіонаті.
31 серпня 2018 повернувся до «Нанта», цього разу як гравець основного складу та в рамках трансферу вартістю в 500 тисяч євро. Станом на 19 лютого 2020 зіграв за команду з Нанта 30 матчів у чемпіонаті.

## Виступи за збірну
Траоре народився в Франції в батьків малійського походження. 27 травня 2016 року дебютував у складі національної збірної Малі в програному (0:1) товариському матчі проти Нігерії. Станом на 14 листопада 2021 провів у формі головної команди країни 11 матчів.
У складі збірної був учасником Кубка африканських націй 2017 року у Габоні.

## Титули і досягнення
- Володар Кубка Франції (1):

«Нант»: 2021–22

## Статистика виступів
| Сезон   | Клуб                | Країна    | Змагання                      | Матчі | Голи |
| ------- | ------------------- | --------- | ----------------------------- | ----- | ---- |
| 2011/12 | «Ольне-су-Буа»      | Франція   | Вища регіональна (VII)        | ?     | ?    |
| 2012/13 | «Ольне-су-Буа»      | Франція   | Вища регіональна (VII)        | ?     | ?    |
| 2012/13 | «Аццуррі» (Лозанна) | Швейцарія | Друга міжрегіональна ліга (V) | 8     | 1    |
| 2013/14 | «Аццуррі» (Лозанна) | Швейцарія | Перша ліга (IV)               | 25    | 3    |
| 2014/15 | «Аццуррі» (Лозанна) | Швейцарія | Перша ліга (IV)               | 0     | 0    |
| 2015/16 | «Нант II»           | Франція   | АЧФ (IV)                      | 0     | 0    |
| 2015/16 | «Труа»              | Франція   | Ліга 1                        | 5     | 0    |
| 2015/16 | «Труа II»           | Франція   | АЧФ (IV)                      | 9     | 1    |
| 2016/17 | «Труа»              | Франція   | Ліга 2 (II)                   | 20    | 1    |
| 2016/17 | «Труа II»           | Франція   | АЧФ (IV)                      | 2     | 0    |
| 2017/18 | «Труа»              | Франція   | Ліга 1                        | 34    | 0    |
| 2018/19 | «Труа»              | Франція   | Ліга 2 (II)                   | 1     | 0    |
| 2018/19 | «Нант»              | Франція   | Ліга 1                        | 13    | 0    |